# Trăind printre demoni

Afișul filmului

Trăind printre demoni (titlu original: The Conjuring) este un film american din 2013 regizat de James Wan. Rolurile principale au fost interpretate de actorii Vera Farmiga și Patrick Wilson. A primit Premiul Saturn pentru cel mai bun film de groază. Este primul film din seria Trăind printre demoni, fiind urmat de Trăind printre demoni 2 (2016) și Trăind printre demoni: E mâna diavolului (2021).

## Prezentare
Patrick Wilson și Vera Farmiga interpretează rolurile lui Ed și Lorraine Warren, investigatori ai paranormalului și autori asociați cu cazuri importante de bântuire. Rapoartele lor au inspirat cartea The Amityville Horror din 1977.

## Distribuție
- Vera Farmiga - Lorraine Warren
- Patrick Wilson - Ed Warren
- Lili Taylor -  Carolyn Perron
- Ron Livingston - Roger Perron
- Shanley Caswell - Andrea Perron
- Hayley McFarland - Nancy Perron
- Joey King - Christine Perron
- Mackenzie Foy  - Cindy Perron
- Kyla Deaver - April Perron
- Shannon Kook - Drew Thomas
- John Brotherton - Brad Hamilton
- Sterling Jerins - Judy Warren
- Marion Gayot - Georgiana Moran
- Steve Coulter - Father Gordon
- Joseph Bishara - Bathsheba Sherman
- Morganna May - Debbie
- Amy Tipton - Camilla
- Christof Veillon - Maurice
- Lorraine Warren (cameo) - femeia din public